# Dorowo
Dorowo – wieś w Polsce położona w województwie zachodniopomorskim, w powiecie łobeskim, w gminie Resko.
| SIMC    | Nazwa        | Rodzaj     |
| ------- | ------------ | ---------- |
| 0782400 | Święciechowo | przysiółek |

W latach 1975–1998 miejscowość administracyjnie należała do województwa szczecińskiego.
W miejscowości był przystanek kolejowy Dorowo.
Zabytki
- park pałacowy, pozostałość po  pałacu[5];
- kościół ryglowy z XVIII w., drewniana wieża z ośmioboczną nadstawą i barokowym hełmem[6].